# Zoomlevel

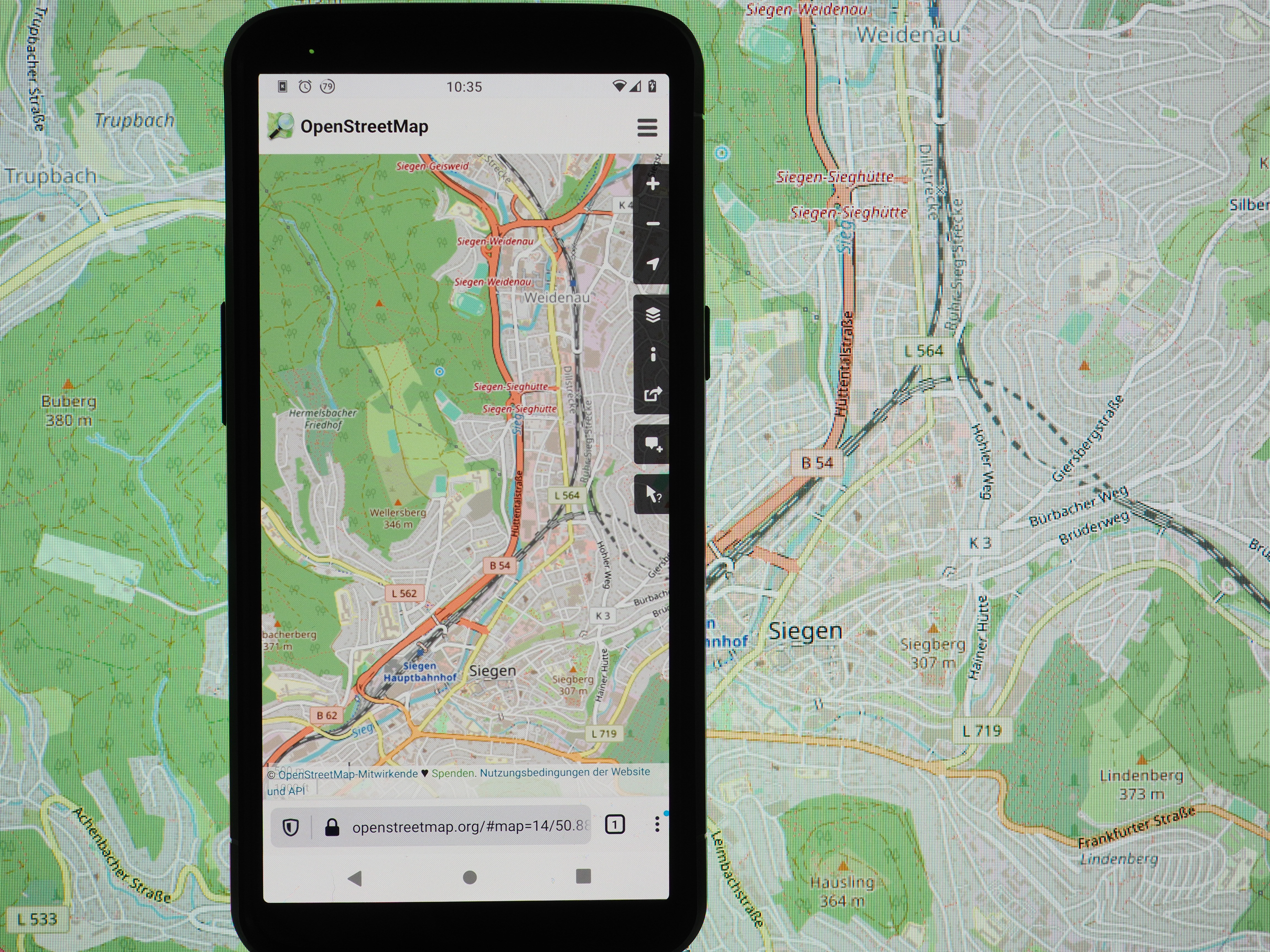
Dieselbe Karte im selben Zoomlevel (hier 14) erscheint auf unterschiedlichen Geräten unterschiedlich groß.

Der Zoomlevel (deutsch etwa Vergrößerungsstufe) ist eine dynamische Maßstabsangabe für digital wiedergegebene Karten.

## Maßstabsbegriff
Bei gedruckten Karten liegt der Abbildungsmaßstab durch die Ausfertigungsgröße fest, daher kann er als exaktes Verhältnis angegeben werden. Bei digitalen Kartenprodukten dagegen hängt die dem Anwender angezeigte Kartengröße zusätzlich noch von dessen Endgerät mit seinen individuellen Einstellungen ab, so dass eine anbieterseitige Angabe eines exakten Maßstabes nicht möglich ist.
Der Abbildungsfaktor digitaler Karten wird daher als Zoomlevel angegeben. Der Zoomlevel bezeichnet die Anzahl quadratischer Karten-„Kacheln“ (Teilbilder) mit jeweils 256 Pixel Seitenlänge, die bei der jeweiligen Vergrößerungsstufe theoretisch benötigt wird, um den Erdumfang entlang des Äquators (rund 40.075 km) vollständig abzubilden.
Um handliche Zahlen zu erhalten, wird der Zoomlevel als Exponent zur Basis 2 angegeben. Zoomlevel 8 bedeutet beispielsweise, dass der Äquator eine Länge von 28 = 256 Kacheln hat. In Zoomlevel 7 sind es nur 27 = 128 Kacheln. Damit ist der Zoomlevel ein logarithmisches Maß: Jede Erhöhung oder Verringerung des Zoomlevels um 1 stellt eine Verdopplung bzw. Halbierung des Kartenmaßstabes dar. Für „weiches“ Zoomen können auch Zwischenstufen mit Nachkommastellen angegeben werden.

### Beispiel
Wird eine digitale Karte im Zoomlevel 10 angezeigt, so bedeutet das, dass eine Darstellung des gesamten Äquators in dieser Einstellung 210 = 1024 Kacheln von je 256 Pixeln Breite erfordern würde, wobei jede Kachel eine Breite von rund 40.075 km / 1024 ≈ 39 km abdeckt. Der Äquator besitzt in dieser Einstellung eine Gesamtlänge von 1024·256 = 262.144 Pixel und könnte von 137 aneinandergelegten Displays von jeweils 1920 Pixeln Breite vollständig dargestellt werden.

## Angabe des Zoomlevels
Bei digitalen Karten in Form von Webseiten ist der Zoomlevel als Parameter in der URL enthalten, beispielsweise:
- bei Google Maps hinter den Koordinaten: https://www.google.de/maps/@50.8855,8.0206,14z
- bei OpenStreetMap vor den Koordinaten: https://www.openstreetmap.org/#map=14/50.8855/8.0206

## Umrechnung in Maßstab
In der Regel wird bei einer zoombaren Karte eine dynamische Maßstabsleiste eingeblendet, die den aktuellen Abbildungsmaßstab des gezeigten Ausschnittes verdeutlicht. Das macht eine Umrechnung in einen „echten“ Maßstab meist entbehrlich.
Als Faustregel entspricht Zoomlevel 13 in Mitteleuropa auf einem Monitor mit 100 ppi (Full-HD auf 24 Zoll) in etwa einem Maßstab von 1:45.000.
Die exakte Umrechnung von Zoomlevel in einen Maßstab hängt ab von
- der Punktdichte des Anzeigegeräts
- der verwendeten Kartenprojektion
- der geografischen Breite des angezeigten Bereiches

und lässt sich daher nicht mit einer einfachen Formel bewerkstelligen. Im Abschnitt #Weblinks findet sich eine Informationsseite von OpenStreetMap mit Beispielen.